# Astragalus macronyx
Astragalus macronyx är en ärtväxtart som beskrevs av Aleksandr Andrejevitj Bunge. Astragalus macronyx ingår i släktet vedlar, och familjen ärtväxter. Inga underarter finns listade i Catalogue of Life.